# Molophilus cruciferus
Molophilus cruciferus är en tvåvingeart som beskrevs av Alexander 1922. Molophilus cruciferus ingår i släktet Molophilus och familjen småharkrankar. Inga underarter finns listade i Catalogue of Life.